# Танковое противостояние у КПП «Чарли»
Танковое противостояние у КПП «Чарли», известное также как Танковое противостояние на Фридрихштрассе или Инцидент у КПП «Чарли» — эпизод Берлинского кризиса 1961 года и Холодной войны в виде бесконтактного противостояния между вооружёнными силами СССР и США. Поводом послужило сооружение и укрепление властями ГДР Берлинской стены в течение августа-октября 1961 года и желание американского военного командования в Западном Берлине разрушить эти укрепления. В результате на границе Восточного и Западного Берлина у контрольно-пропускного пункта «Чарли» были стянуты американские и советские танки, находившиеся всего лишь в десятках метров, с незачехлёнными башнями и стволами танковых пушек, наведёнными в сторону друг друга в нарушение правил техники безопасности мирного времени.

## Предыстория
После Второй мировой войны по решению Ялтинской конференции будущая поверженная Германия и её столица город Берлин были разделены на четыре оккупационные зоны: Советскую, Американскую, Британскую и Французскую. После осложнений отношений между СССР и Западом и началом Холодной войны на территориях американской, британской и французской зон была провозглашена Федеративная Республика Германия, на территории советской — Германская Демократическая Республика. Тем не менее статус Берлина остался прежним. Границы между зонами в городе носили условный характер, поэтому жители Западного Берлина могли беспрепятственно попадать из одной части города в другую, скупая по более низкой цене продукты в советской зоне. В связи с резким повышением уровня жизни в Западном секторе города и вновь образованной ФРГ постепенно начался отток жителей ГДР и Восточного Берлина на Запад. В Западном Берлине существовали специальные миграционные агентства, которые содействовали перебежчикам из ГДР в переправке в ФРГ или в Западный Берлин. К концу 50-х годов ежегодно ГДР теряла работоспособное и молодое население в размере малого города.
Власти ГДР решили установить по всей границе Западного Берлина, который являлся фактически анклавом на территории ГДР, пограничные заградительные сооружения с тем, чтобы не допустить свободного прохода граждан ГДР в Западный Берлин. В ночь на 13 августа 1961 года граница была перекрыта и началось сооружение пограничных укреплений, получивших известность как Берлинская стена. Реакция Запада на это событие была ожидаемо негативная, к строительству стены утром 13 августа приехал бургомистр Западного Берлина и будущий канцлер ФРГ Вилли Брандт, позже Берлин посетил и действующий тогда канцлер ФРГ Конрад Аденауэр. В известность были поставлены и первые лица США, в том числе и президент Джон Кеннеди. Однако никакого силового противостояния Запад в ответ не оказал. За три месяца в период с августа по октябрь 1961 года Берлинская стена полностью изолировала Западный Берлин от остальной территории ГДР и Восточного Берлина. В нескольких местах были созданы пограничные контрольно-пропускные пункты.

## Конфликт
Сооружение Берлинской стены стало полной неожиданностью для западных стран. Слухи о том, что власти ГДР могут как-то изолировать Западный Берлин от Восточного, ходили и раньше. В интервью западногерманским журналистам за несколько недель до начала возведения стены Первый секретарь Социалистической единой партии Германии и фактический руководитель ГДР Вальтер Ульбрихт заверил, что о сооружении каких-либо преград, какой-либо стены между Восточным и Западным Берлином не может идти и речи. Тем не менее стена была сооружена, что по мнению американцев нарушало Потсдамские соглашения от 1945 года. Власти Западного Берлина и ФРГ серьёзно опасались, что только лишь одной стеной власти ГДР не ограничатся и что может произойти повторение блокады Западного Берлина, которая уже имела место в 1948—1949 годах.

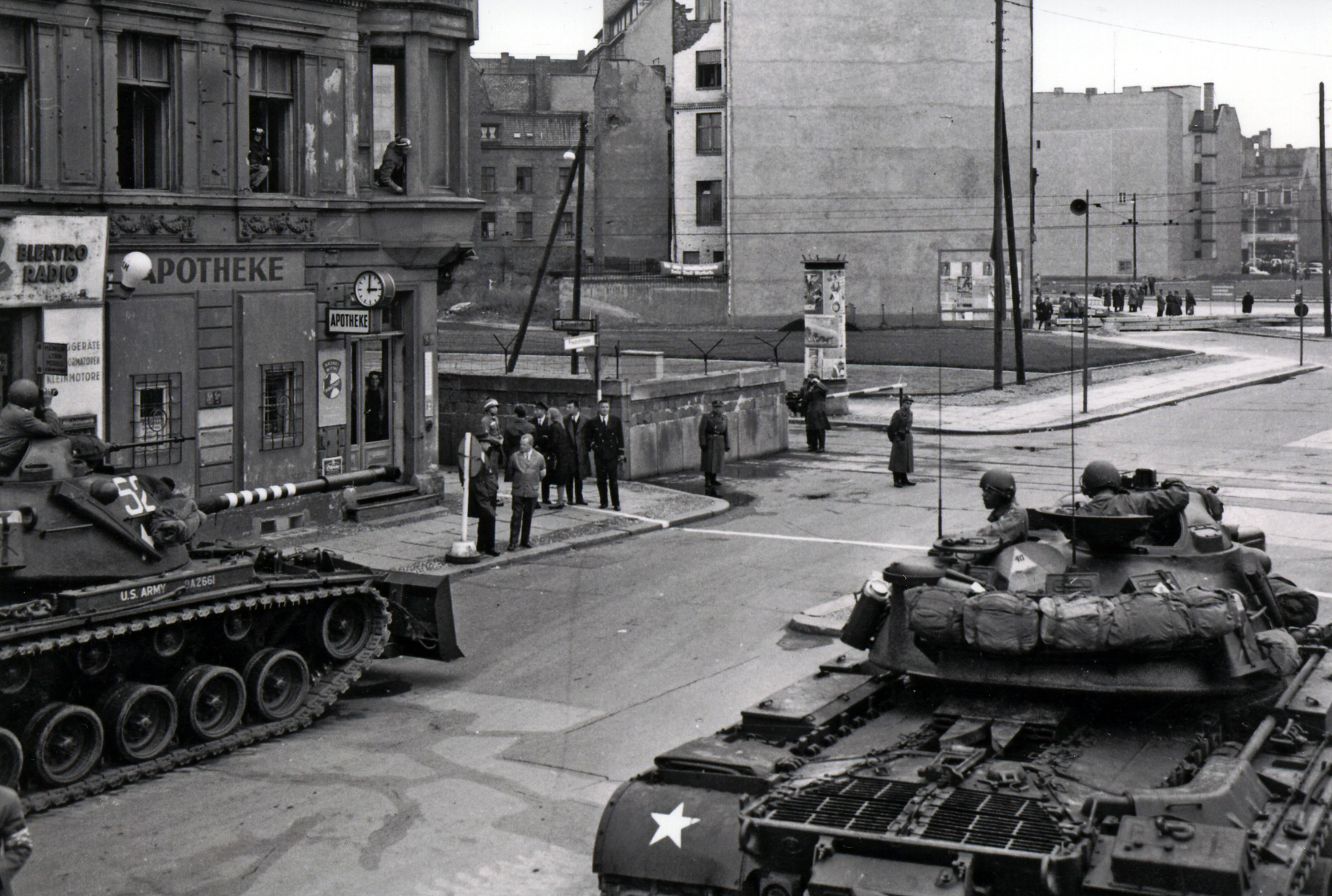
Американские танки М48 с бульдозерными отвалами на Фридрихштрассе

30 августа 1961 года президент Кеннеди объявил о мобилизации резервистов армии США. Американцы начали разрабатывать план по насильственному демонтажу Берлинской стены в районах общей границы Восточного Берлина и американского сектора с применением тяжёлой техники (однако командующий американскими войсками в Западном Берлине Фредерик Хэртел этот план отклонил).
Агентура ГРУ СССР в Западном Берлине заранее узнала о планах американцев и проинформировала руководство СССР, поэтому выдвижение американской техники и военных к границам секторов не стало полной неожиданностью. Ситуация вокруг границы осложнилась 22 октября, когда пограничники ГДР не пропустили через КПП «Чарли» на территорию Восточного Берлина на улице Фридрихштрассе автомобиль главы американской миссии в Западном Берлине Адама Лайтнера, который собирался посетить Восточноберлинский театр.
26 октября легковой автомобиль с американскими военными, сопровождаемый военной полицией, пропустили в Восточный Берлин, при этом к границе подошли американские танки. 27 октября американцы решили повторить эти демонстративные действия с участием танков роты F 40-го бронетанкового полка.
Контрольно-пропускной пункт «Чарли» разделял улицу Фридрихштрассе на две части. Северная часть улицы проходила по советской оккупационной зоне, южная — по Западному Берлину. Сам КПП находился на территории американского сектора, далее следовала дорога, ведущая к КПП пограничников ГДР, причём заграждения на этой дороге были сделаны так, что автотранспорт, следующий в Восточный Берлин, не мог ехать напрямую, а объезжал на низкой скорости преграды в виде бетонных блоков. С двух сторон этой полосы с запада на восток проходила сама Берлинская стена.

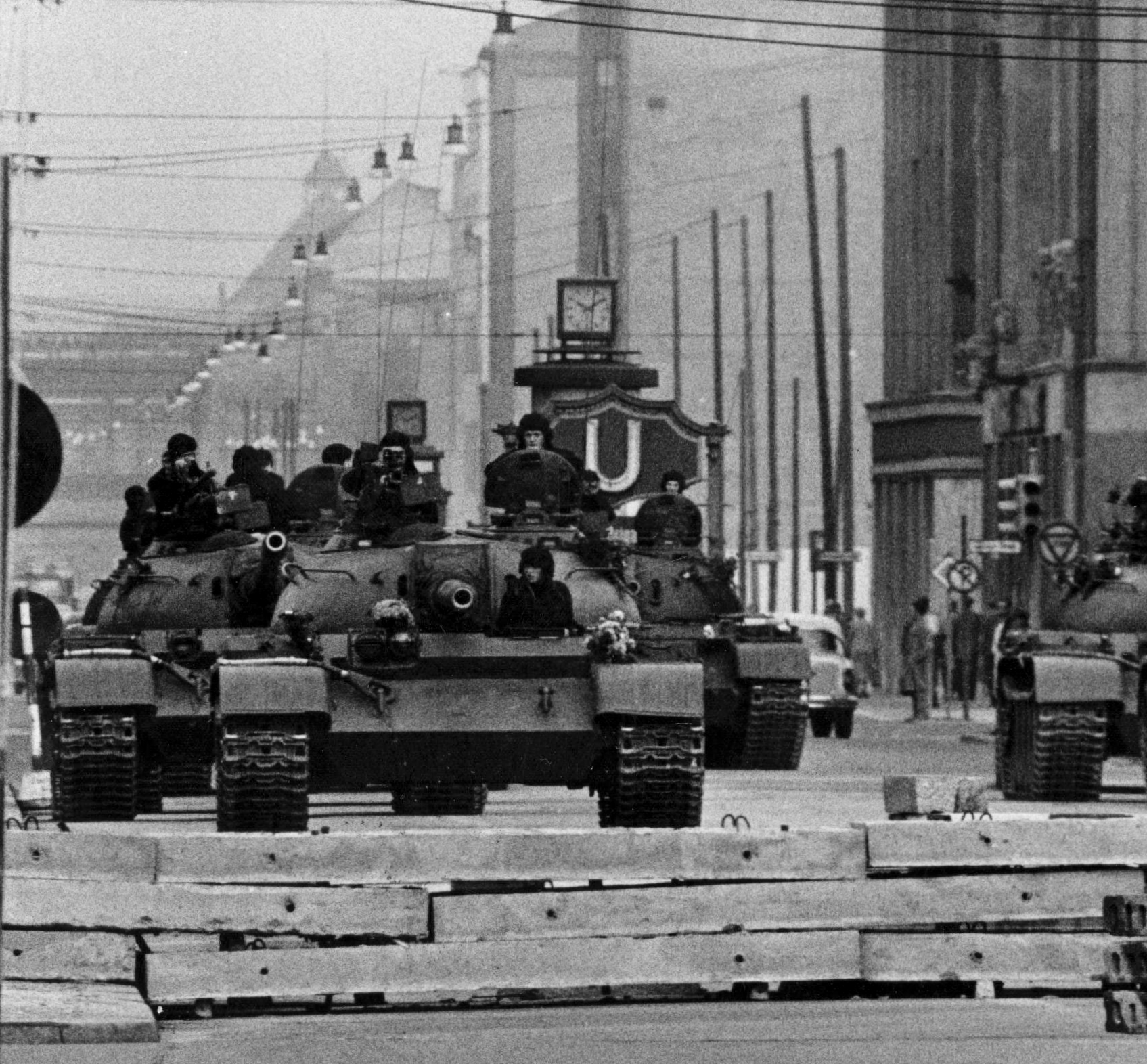
Советские танки Т-54А и их экипажи на Фридрихштрассе

27 октября в 17:00 по берлинскому времени пограничники ГДР, находящиеся на Фридрихштрассе, начали докладывать, что по направлению к ним движутся американские танки, бронетранспортёры и джипы с американскими солдатами. Танки M48 инженерной модификации имели в передней части корпуса мощные бульдозерные отвалы, что позволило бы им расчистить заграждения. Берлинская стена того времени ещё не была серьёзным сооружением. Наспех построенная, она представляла собой бетонные плиты или силикатные блоки со вставленными в верхней части металлическими крепёжными элементами, на которые была натянута колючая проволока. Высота такого сооружения не превышала двух метров и без особого труда могла быть снесена инженерными танками американцев. Передовые силы американцев, приблизившись к КПП на Фридрихштрассе, остановились в нескольких метрах от границы Восточного Берлина, обозначенного белой линией на асфальте. Экипажи американских машин стали ждать дальнейших команд. Началось стягивание к границе бронетранспортёров пограничников ГДР и дополнительных сил Народной полиции, в том числе и несколько автомобилей-водомётов.
А уже менее чем через час со стороны Восточного Берлина по улице Фридрихштрассе показались советские танки Т-54А 7-й танковой роты капитана Войтченко 3-го танкового батальона майора Василия Мики 68-го советского гвардейского танкового полка. Они также остановились у границы, возле КПП пограничников ГДР. Опознавательные знаки на советских боевых машинах были замазаны грязью, чтобы создать впечатление, что они принадлежат ГДР.
На помощь американским танкам пришли и заняли свои позиции американские солдаты, вооружённые как стрелковым оружием, так и противотанковыми переносными гранатомётами типа «Супер Базука». В верхних этажах ближайших от КПП «Чарли» домов в американском секторе разместились для лучшего наблюдения американские военные и представители военной полиции США. Расстояние между американскими и советскими танками составляло не более сотни метров друг от друга.
Все танки были вооружены боевыми снарядами, и обеим сторонам была дана команда открывать незамедлительно огонь в случае, если огонь откроет противник. Напряжение между сторонами было очень высоким, поскольку все прекрасно понимали, что один залп из танкового орудия или выстрел из пулемёта может привести не только к боестолкновению в Берлине, но и к обмену ядерными ударами между СССР и США с дальнейшим возможным началом Третьей мировой войны. Танки США и СССР простояли друг напротив друга почти сутки. А тем временем по дипломатическим каналам шли переговоры между Кеннеди и Хрущёвым. Первыми свои танки утром 28 октября начали отводить советские танкисты. Через некоторое время Фридрихштрассе покинули и американские боевые машины.

## Итоги и последствия
Конфликт в Берлине в конце октября обошёлся без жертв и кровопролития, но стал, тем не менее, первым в истории, фактически, прямым военным открытым противостоянием между войсками СССР и США. Этот конфликт носил больше психологический характер, хотя никто в этот момент не мог дать никакой гарантии, что он не сможет перерасти в прямое боестолкновение. Танки СССР и США, стоящие всего в нескольких десятках метрах друг напротив друга, нацеленные орудиями друг на друга, как нельзя сильнее вызывали чувство тревоги всего мира. Многие осознавали, что мир в эти два дня стоял на пороге Третьей мировой войны. Новое военное противостояние между США и СССР не заставило себя долго ждать, оно произошло на следующий год и вошло в историю как Карибский кризис.
Фактически с окончанием инцидента у КПП «Чарли» окончилась и активная часть Берлинского кризиса 1961 года, начавшаяся с сооружения Берлинской стены. Формально западные страны признали чётко обозначенные границы Берлинской стены, однако юридически это признание было закреплено только спустя 10 лет, в 1971 году, в ходе Четырёхстороннего соглашения по Берлину.
КПП «Чарли» после демонтажа Берлинской стены в 1990 году было решено оставить в качестве исторической достопримечательности города. Он уже не несёт никакой пограничной функции, а привлекает внимание большого количества туристов и является живым символом и некогда передовой Холодной войны, а также событий 27-28 октября 1961 года. Рядом с КПП находится Музей Берлинской стены, который повествует о жизни города во время Холодной войны.